# 335 هـ
335 هـ هي سنة في التقويم الهجري امتدت مقابلةً في التقويم الميلادي بين سنتي 946 و947.

## وفيات
- ابن القاص